# Tisová (Březová)
Tisová (německy Theussau) je malá, z větší části zaniklá vesnice, část města Březová v okrese Sokolov v Karlovarském kraji. Nachází se asi 3,5 kilometru západně od Březové. Je zde evidováno 19 adres. V roce 2011 zde trvale žilo 33 obyvatel.
Tisová leží v katastrálním území Tisová u Sokolova o rozloze 4,02 km².
Nachází se zde elektrárna Tisová.

## Historie
První písemná zmínka o vesnici pochází z roku 1410, kdy ves náležela Nothaftům. V roce 1479 věnovali Štampachové část vsi kostelu v Kynšperku nad Ohří. Šlikovský urbář z roku 1525 uvádí, že ves náleží třem majitelům, kynšperské faře, městu Lokti a sokolovským Šlikům. Po Bílé hoře získali ves Nosticové a k jejich sokolovskému panství patřila až do roku 1850.
Český úřední název Tisová byl stanoven v roce 1885. K obci patřily osady Černý Mlýn (Schwarzmühle) a Mýtina (Hau), samota Bažantnice (Fasangarten) a kolonie domků Voskárna (Wachshütte).
V roce 1848 existovaly v bezprostředním sousedství vesnice tři menší uhelné doly. Nejvýznamnějším z nich se stal důl Silvestr. Během druhé světové války byl na Mýtině umístěn zajatecký tábor, složený převážně ze sovětských zajatců. Několik stovek zajatců pracovalo v uhelném lomu Silvestr. Po válce tento areál využila armáda pro vojenskou posádku.
Po skončení druhé světové války došlo k vysídlení německého obyvatelstva, obec byla zčásti dosídlena českými obyvateli, byla tu otevřena i škola. Úvahy o výstavbě rozsáhlého komplexu s třídírnou uhlí, briketárnou a elektrárnou rozhodly o tom, že ves byla zbouraná a na jejím katastru byla postavena Ústřední třídírna uhlí, briketárna Tisová a Elektrárna Tisová. Zbývající část vesnice vytěžil důl Silvestr.
Již v roce 1947 bylo rozhodnuto o výstavbě průmyslového komplexu na zpracování uhlí. Toto rozhodnutí předznamenalo prakticky zánik obce. Jako první byla v roce 1952 zahájena a v roce 1956 dokončena výstavba Ústřední třídírny Tisová. V provozu byla do roku 2009. Následovala výstavba Elektrárny Tisová jejíž první blok byl spuštěn v roce 1958. Svým výkonem 512 MW se stala na počátku 60. let 20. století největší československou elektrárnou.
Jako poslední byla v roce 1960 uvedena do provozu briketárna Tisová, která vyráběla v průměru kolem 550 tisíc tun briket ročně. Činnost ukončila roku 1992.

## Přírodní poměry
Tisová se nachází v Sokolovské pánvi při pravém břehu Ohře. V katastrálním území Tisové u Sokolova se v osadě Černý Mlýn vlévá do Ohře potok Tisová.

## Obyvatelstvo
Při sčítání lidu v roce 1921 zde žilo 952 obyvatel, z toho 17 Čechoslováků, 931 Němců a čtyři cizinci. K římskokatolické církvi se hlásilo 940 obyvatel, k evangelické šest, tři k izraelitské a tři byli bez vyznání.
Až do doby rozvoje dolů a návazného zpracování uhlí bylo zdrojem obživy obyvatel zemědělství, zejména chmelařství, dobytkářství a ovocnářství. Ves postupně ztrácela svůj původní zemědělský charakter a stala se obcí s převahou těžby, zpracování uhlí a výroby elektrické energie.
| Rok                                                             | 1869 | 1880 | 1890 | 1900 | 1910 | 1921 | 1930  | 1950 | 1961 | 1970 | 1980 | 1991 | 2001 | 2011 | 2021 |
| --------------------------------------------------------------- | ---- | ---- | ---- | ---- | ---- | ---- | ----- | ---- | ---- | ---- | ---- | ---- | ---- | ---- | ---- |
| Počet obyvatel                                                  | 270  | 288  | 312  | 459  | 858  | 952  | 1 052 | 547  | 195  | 84   | 43   | 30   | 36   | 33   | 36   |
| Počet domů                                                      | 38   | 42   | 43   | 51   | 62   | 65   | 79    | 99   | –    | 22   | 14   | 11   | 12   | 13   | 14   |
| Počet domů v roce 1961 je zahrnut v počtu domů v Kostelní Bříze |      |      |      |      |      |      |       |      |      |      |      |      |      |      |      |

## Obecní správa
Při sčítání lidu v letech 1850–1879 Tisová byla osadou obce Dolní Rychnov v okrese Falknov. V letech 1879–1959 byla samostatnou obcí v okrese Sokolov (v letech 1870–1910 Falknov a v letech 1921–1930 Falknov nad Ohří). Od roku 1960 je částí města Březová v okrese Sokolov. V letech 1879 až 1889 k obci patřily Hlavno, Rudolec a Šabina.